# Краковани (Пјештјани)
Краковани (слч. Krakovany) насељено је мјесто са административним статусом сеоске општине (слч. obec) у округу Пјештјани, у Трнавском крају, Словачка Република.

## Становништво
| Година:    | 1994. | 2004.   | 2014.   | 2024.   |
| ---------- | ----- | ------- | ------- | ------- |
| Број људи: | 1351  | 1343    | 1447    | 1444    |
| Разлика:   |       | -0,59 % | +7,74 % | -0,20 % |

| Година:    | 2023. | 2024.   |
| ---------- | ----- | ------- |
| Број људи: | 1446  | 1444    |
| Разлика:   |       | -0,13 % |

Према подацима о броју становника из 2024. године насеље је имало 1444 становника.